# Christina Aguilera: In Concert Tour
The Sears and Levi's Jeans Present Christina Aguilera: In Concert Tour (također poznata i kao Sears & Levis US Tour i  Psykoblast Tour) prva je koncertna turneja američke pop pjevačice Christine Aguilere. Turneja je promovirala njene studijske albume Christina Aguilera i Mi Reflejo i obišla Ameriku i Aziju.

## Otvarajući izvođači
- Destiny's Child (Sjeverna Amerika) (odabrana područja)
- The Moffats (Sjeverna Amerika) (odabrana područja)
- soulDecision (Sjeverna Amerika) (odabrana područja)
- Sygnature (Sjeverna Amerika) (odabrana područja)
- mytown  (Sjeverna Amerika) (odabrana područja)
- McMaster & James (Sjeverna Amerika) (odabrana područja)
- Alecia Elliott (Sjeverna Amerika) (odabrana područja)
- Before Dark (Sjeverna Amerika) (odabrana područja)
- Faze 4 (Sjeverna Amerika) (odabrana područja)

## Popis pjesama
- Sjeverna Amerika i Japan

1. "Arapski ples" (dance uvod)
2. "Genie In A Bottle"
3. "Somebody's Somebody"
4. "So Emotional"
5. "Don't Make Me Love You (Til' I'm Ready)"
6. "I Turn To You"
7. "When You Put Your Hands On Me"
8. "At Last"
9. "DJ Mix Remix" (instrumentalni prekid)
10. "All Right Now"
11. "Love For All Seasons"
12. "Come On Over Baby (All I Want Is You)" (sadrži elemente pjesme Got to be Real)
13. "What A Girl Wants"

- Hispanophone

1. "Arapski ples" (dance uvod)
2. "Genio Atrapado" (sadrži elemente pjesme "Genie In A Bottle")
3. "Somebody's Somebody"
4. "So Emotional"
5. "Falsas Esperanzas"
6. "When You Put Your Hands on Me"
7. "Por Siempre Tu" (sadrži elemente pjesme "I Turn to You")
8. "Contigo En La Distancia"
9. "Cuando No Es Contigo"
10. "Pero Me Acuerdo De Ti"
11. "Ven Conmigo (Solamente Tú)" ( sadrži elemente pjesme Got to be Real)
12. "What A Girl Wants"

## Datumi koncerata
| Datum               | Grad             | Država      | Stadion                                     |
| ------------------- | ---------------- | ----------- | ------------------------------------------- |
| Sjeverna Amerika    |                  |             |                                             |
| 1. srpnja 2000.     | Milwaukee        | SAD         | Marcus Amphitheater                         |
| 2. srpnja 2000.     | Sioux Falls      | SAD         | Sioux Empire Fair                           |
| 4. srpnja 2000.     | Merrillville     | SAD         | Star Plaza Theatre                          |
| 5. srpnja 2000.     | Traverse City    | SAD         | National Cherry Festival                    |
| 7. srpnja 2000.     | Toronto          | Kanada      | Air Canada Centre                           |
| 8. srpnja 2000.     | Montreal         | Kanada      | Molson Centre                               |
| 10. srpnja 2000.    | Ottawa           | Kanada      | Corel Centre                                |
| 13. srpnja 2000.    | Winnipeg         | Kanada      | Winnipeg Arena                              |
| 14. srpnja 2000.    | Saskatoon        | Kanada      | Saskatchewan Place                          |
| 16. srpnja 2000.    | Edmonton         | Kanada      | Skyreach Centre                             |
| 17. srpnja 2000.    | Calgary          | Kanada      | Canadian Airlines Saddledome                |
| 19. srpnja 2000.    | Vancouver        | Kanada      | GM Place                                    |
| 26. srpnja 2000.    | Paso Robles      | SAD         | California Mid-State Fair                   |
| 28. srpnja 2000.    | Billings         | SAD         | MetraPark Arena                             |
| 29. srpnja 2000.    | Minot            | SAD         | North Dakota State Fair                     |
| 31. srpnja 2000.    | Bonner Springs   | SAD         | Sandstone Amphitheater                      |
| 1. kolovoza 2000.   | Maryland Heights | SAD         | Riverport Amphitheater                      |
| 3. kolovoza 2000.   | Kearney          | SAD         | Buffalo County Fair                         |
| 4. kolovoza 2000.   | Omaha            | SAD         | Douglas County Fair                         |
| 6. kolovoza 2000.   | Noblesville      | SAD         | Deer Creek Music Center                     |
| 7. kolovoza 2000.   | Antioch          | SAD         | AmSouth Amphitheatre                        |
| 10. kolovoza 2000.  | Des Moines       | SAD         | Iowa State Fair                             |
| 11. kolovoza 2000.  | Springfield      | SAD         | Illinois State Fair                         |
| 13. kolovoza 2000.  | Sedalia          | SAD         | Missouri State Fair                         |
| 15. kolovoza 2000.  | Midland          | SAD         | Midland County Fair                         |
| 16. kolovoza 2000.  | Columbus, OH     | SAD         | Ohio State Fair                             |
| 19. kolovoza 2000.  | Chicago          | SAD         | United Center                               |
| 21. kolovoza 2000.  | Cincinnati       | SAD         | Riverbend Music Center                      |
| 23. kolovoza 2000.  | Cleveland        | SAD         | Gund Arena                                  |
| 24. kolovoza 2000.  | Clarkston        | SAD         | Pine Knob Music Theatre                     |
| 26. kolovoza 2000.  | Burgettstown     | SAD         | Coca-Cola Star Lake Amphitheater            |
| 28. kolovoza 2000.  | St. Paul         | SAD         | Minnesota State Fair                        |
| 30. kolovoza 2000.  | Darien           | SAD         | Darien Lake Performing Arts Center          |
| 31. kolovoza 2000.  | Essex Junction   | SAD         | Champlain Valley Expo                       |
| 1. rujna 2000.      | Hartford         | SAD         | Meadows Music Theatre                       |
| 3. rujna 2000.      | Syracuse         | SAD         | Empire Expo Center                          |
| 6. rujna 2000.      | Holmdel          | SAD         | PNC Bank Arts Center                        |
| 8. rujna 2000.      | Wantagh          | SAD         | Jones Beach Amphitheatre                    |
| 9. rujna 2000.      | Mansfield        | SAD         | Tweeter Center for the Performing Arts      |
| 15. rujna 2000.     | Camden           | SAD         | Blockbuster-Sony Music Entertainment Centre |
| 16. rujna 2000.     | Columbia         | SAD         | Merriweather Post Pavilion                  |
| 18. rujna 2000.     | Charlotte        | SAD         | Blockbuster Pavilion                        |
| 19. rujna 2000.     | Raleigh          | SAD         | Alltel Pavilion at Walnut Creek             |
| 20. rujna 2000.     | Atlanta          | SAD         | Lakewood Amphitheatre                       |
| 22. rujna 2000.     | Orlando          | SAD         | TD Waterhouse Centre                        |
| 23. rujna 2000.     | Tampa            | SAD         | Ice Palace                                  |
| 25. rujna 2000.     | West Palm Beach  | SAD         | Mars Music Amphitheatre                     |
| 27. rujna 2000.     | New Orleans      | SAD         | New Orleans Arena                           |
| 29. rujna 2000.     | The Woodlands    | SAD         | Cynthia Woods Mitchell Pavilion             |
| 30. rujna 2000.     | Dallas           | SAD         | North Texas State Fair and Rodeo            |
| 5. listopada 2000.  | Denver           | SAD         | Magness Arena                               |
| 8. listopada 2000.  | Phoenix          | SAD         | America West Arena                          |
| 10. listopada 2000. | Chula Vista      | SAD         | Coors Amphitheatre                          |
| 00. listopada 2000. | Universal City   | SAD         | Gibson Amphitheatre                         |
| 12. listopada 2000. | Universal City   | SAD         | Gibson Amphitheatre                         |
| 14. listopada 2000. | Marysville       | SAD         | Sleep Train Amphitheatre                    |
| 15. listopada 2000. | Concord          | SAD         | Chronicle Pavilion                          |
| 18. listopada 2000. | Portland         | SAD         | Rose Garden                                 |
| 19. listopada 2000. | Seattle          | SAD         | KeyArena                                    |
| 21. listopada 2000. | Honolulu         | SAD         | Stan Sheriff Center                         |
| 14. siječnja 2001.  | San Juan         | Puerto Rico | Roberto Clemente Coliseum                   |
| 16. siječnja 2001.  | Mexico City      | Mexico      | National Auditorium                         |
| 17. siječnja 2001.  | Mexico City      | Mexico      | National Auditorium                         |
| Južna Amerika       |                  |             |                                             |
| 20. siječnja 2001.  | Caracas          | Venezuela   | Estadio Olímpico de la Ciudad Universitaria |
| 22. siječnja 2001.  | Panamá City      | Panamá      | Estadio Nacional de Panamá                  |
| Azija               |                  |             |                                             |
| 30. siječnja 2001.  | Osaka            | Japan       | Kosei-Nenkin Hall                           |
| 31. siječnja 2001.  | Tokyo            | Japan       | NHK Hall                                    |
| 1. veljače 2001.    | Tokyo            | Japan       | Shibuya Kokaido                             |

## Impresum
- Christina Aguilera – glavni vokali
- Michael Anderson - bas
- Alex Alessandroni  - klavijature
- Bryan - klavijature
- JJ - klavijature
- DJ George - DJ
- Raphiel - klavijature
- Ezquiel Alara - klavijature
- Dan Sistos - gitara
- Teddy Campbell - bubnjevi
- Kay Chann - programiranje
- Latonya Holumas - pozadinski vokali
- Elizabeth Quintones - pozadinski vokali
- Diane Gordon - pozadinski vokali
- Yvinn Patrick - pozadinski vokali